# سرگذشت نارنیا: شاهزاده کاسپین
سرگذشت نارنیا: شاهزاده کاسپین (به انگلیسی: The Chronicles of Narnia: Prince Caspian) عنوان دومین قسمت از سری فیلم‌های نارنیا است که براساس رمان شاهزاده کاسپین ساخته و در سال ۲۰۰۸ میلادی منتشر شد.

## داستان
توطئه‌ای تازه نارنیا را تهدید می‌کند...
پیتر،ادموند،لوسی و سوزان در حالی که در ایستگاه قطار منتظر قطار مدرسه‌شان بودند توسط جادو به نارنیا بر می گردند و متوجه میشوند در آنجا هزاران سال گذشته.آنها باید به شاهزاده کاسپین کمک کنند تا تاج و تخت خود را از عمویش پس بگیرد و ...

## بودجه ، فروش
برای ساخت این فیلم دویست و بیست و پنج میلیون دلار هزینه شد و این فیلم را به یکی از پرهزینه‌ترین فیلم‌های تاریخ سینما کرد اما در گیشه به موفقیت چندانی دست نیافت و تنها چهارصد و نوزده میلیون دلار فروش کرد.

## نامزدی و جوایز
| سال  | جایزه                          | Category/Recipient                                                                                                | نتیجه    |
| ---- | ------------------------------ | --- | -------- |
| 2008 | جایزه سینمایی ام‌تی‌وی           | بهترین فیلم تابستانی تاکنون                                                                                       | نامزدشده |
| 2008 | جوایز برگزیده نوجوانان         | Choice Movie: Action Adventure                                                                                    | برنده    |
| 2008 | جوایز برگزیده نوجوانان         | Choice Movie Breakout Male (Ben Barnes)                                                                           | نامزدشده |
| 2008 | جایزه ملی فیلم انگلیس          | Best Family Film                                                                                                  | نامزدشده |
| 2008 | جایزه ملی فیلم انگلیس          | Best Performance – Male (Ben Barnes)                                                                              | نامزدشده |
| 2009 | جایزه برگزیده مردم             | Favorite Family Movie                                                                                             | نامزدشده |
| 2009 | Costume Designers Guild Awards | Excellence in Costume Design for Film – Fantasy                                                                   | نامزدشده |
| 2009 | Golden Reel Awards             | Best Sound Editing – Sound Effects, Foley, Dialogue and ADR in a Foreign Feature Film                             | نامزدشده |
| 2009 | Visual Effects Society Awards  | Outstanding Visual Effects in a Visual Effects Driven Motion Picture                                              | نامزدشده |
| 2009 | Visual Effects Society Awards  | Outstanding Compositing in a Feature Motion Picture                                                               | نامزدشده |
| 2009 | جایزه هنرمند جوان              | Best Performance in a Feature Film – Young Ensemble Cast (جورجیا هنلی, اسکندر کینس, William Moseley, آنا پاپپلول) | نامزدشده |
| 2009 | جایزه هنرمند جوان              | Best Performance in a Feature Film – Leading Young Actress (Georgie Henley)                                       | نامزدشده |
| 2009 | جایزه هنرمند جوان              | Best Performance in a Feature Film – Leading Young Actor (Skandar Keynes)                                         | نامزدشده |
| 2009 | Taurus World Stunt Awards      | Best Fight | نامزدشده |
| 2009 | BMI Film & TV Awards           | BMI Film Music Award                                                                                              | برنده    |
| 2009 | MTV Movie Awards               | Breakthrough Male Performance (Ben Barnes)                                                                        | نامزدشده |
| 2009 | جایزه ساترن                    | Best Costume | نامزدشده |
| 2009 | جایزه ساترن                    | Best Make-Up | نامزدشده |
| 2009 | جایزه ساترن                    | Best Visual Effects                                                                                               | نامزدشده |